# Michael Fedele
Michael Fedele (* 30. März 1955 in Minturno, Italien) ist ein US-amerikanischer Politiker. Zwischen 2007 und 2011 war er Vizegouverneur des Bundesstaates Connecticut.

## Werdegang
Michael Fedele absolvierte die Fairfield University in Connecticut und das Norwalk State Technical College. Er arbeitete als privater Geschäftsmann und gründete die in Stamford ansässige Pinnacle Group, die bundesweit auf dem IT-Sektor tätig ist. Er ist Vorstandsvorsitzender dieser Firma. Gleichzeitig schlug er als Mitglied der Republikanischen Partei eine politische Laufbahn ein. Zwischen 1987 und 1991 gehörte er dem Gemeinderat von Stamford an; von 1992 bis 2002 saß er als Abgeordneter im Repräsentantenhaus von Connecticut. Im Jahr 2002 kandidierte er erfolglos für den Staatssenat.
Im Jahr 2006 wurde Fedele an der Seite von M. Jodi Rell zum Vizegouverneur von Connecticut gewählt. Dieses Amt bekleidete er zwischen 2007 und 2011. Dabei war er Stellvertreter der Gouverneurin und Vorsitzender des Staatssenats. Im Februar 2013 wurde bekannt, dass er sich für das Amt des Bürgermeisters von Stamford bewirbt. Bei den Wahlen am 5. November 2013 konnte er sich aber nicht durchsetzen. Er unterlag dem Demokraten David Martin.
Michael Fedele ist verheiratet und Vater von drei Kindern.